# Zacharias von Furtenbach
Zacharias von Furtenbach (* um 1557 in Feldkirch; † 13. November 1633 ebenda) war ein deutscher Geistlicher und Diplomat. Er war Generalvikar des Bistums Augsburg, Domdekan, Propst des Stiftes St. Gertrud, sowie Gesandter der Katholischen Liga in Italien.

## Leben
Er stammte aus der Linie Feldkirch des weitverzweigten schwäbischen Adelsgeschlechts Furtenbach. Seine Eltern waren der Stadtamtmann in Feldkirch Paul von Furtenbach († 30. Oktober 1589) und dessen Ehefrau Magdalena geb. Gienger von Wolfseck (* 1533). Ein vermutlicher naher Verwandter Christoph Furtenbach (* 1589 in Feldkirch) wurde später ebenfalls Propst von St. Gertrud und zuletzt Kanoniker in Brixen. Zacharias von Furtenbach promovierte nach seiner Schul- und Studienzeit zum Doktor beider Rechte. 1597 wurde er Domherr in Augsburg und am 27. September 1599 Generalvikar. Darauf bekleidete er ab 1600 das Amt des Propstes des Stiftes St. Gertrud. Am 20. Juni 1617 erfolgte seine Ernennung zum Dekan. Auf Grund seiner außerordentlichen Kenntnisse und Geschick sandte ihn die Katholische Liga als Botschafter in Religionsangelegenheiten nach Venedig, Italien und zum Heiligen Stuhl nach Rom. Während der schwedischen Besatzungszeit flüchtete er mit den übrigen katholischen Würdenträgern aus Augsburg. Er starb am 13. November 1633 in Feldkirch und wurde dort auch beigesetzt. Placidus Braun zitiert seine Grabinschrift, die er „merkwürdig“ nennt:

„D. O. M. – ZACHARIAS A FURTENBACH V. I. D. ex Vicario Generali, ac Custode Cathedralis ecclesiae Augustanae Decanus, vir, quem eximia in Deum pietas, summa eruditio ac praeclara morum magnanimitas amplissimis honoribus, ac graui ad apostolicam sedem Italiaeque Principes legatione, pro catholicae Religionis glorioso foedere laudabiliter peracta passim celebrem clarumque fecere. Is Suedicis tandem armis pulsus hic (Veldkirchii) animam Deo ac morti, patriae corpus reddidit Idibus Nouembris MDCXXXIII.“

„Deo Optimo Maximo – Zacharias von Furtenbach V. I. D. [wurde] vom Generalvikar und Domkustos zum Dekan der Augsburger Kathedralkirche, ein Mann, den außerordentliche Frömmigkeit gegen Gott, höchste Bildung und hochberühmte Großherzigkeit der Lebensweise durch bedeutendste Ehrungen sowie durch die schwere Entsendung zum Apostolischen Stuhl und zu den Fürsten Italiens, die er für den ruhmreichen Bund der katholischen Religion lobenswert durchführte, weithin geehrt und berühmt machten. Durch die schwedischen Waffen schließlich vertrieben, übergab er hier (in Feldkirch) die Seele Gott und dem Tod, den Leib der Heimat, an den Iden des November 1633.“